# Lijst van voetbalinterlands IJsland - Kazachstan
Deze lijst van voetbalinterlands is een overzicht van alle officiële voetbalwedstrijden tussen de nationale teams van IJsland en Kazachstan. De landen speelden tot op heden twee keer tegen elkaar. De eerste ontmoeting, een kwalificatiewedstrijd voor het Europees kampioenschap voetbal 2016, werd gespeeld in Astana op 28 maart 2016. Het laatste duel, de returnwedstrijd in dezelfde kwalificatiereeks, vond plaats op 6 september 2015 in Reykjavik.

## Wedstrijden
| № | Plaats    | Datum            | Competitie           | Wedstrijd            | Uitslag |
| - | --------- | ---------------- | -------------------- | -------------------- | ------- |
| 1 | Astana    | 28 maart 2015    | EK 2016 kwalificatie | Kazachstan − IJsland | 0 − 3   |
| 2 | Reykjavík | 6 september 2015 | EK 2016 kwalificatie | IJsland − Kazachstan | 0 − 0   |

## Samenvatting
| Competitie      | Totaal gespeeld | Winst IJsland | Gelijk | Winst Kazachstan | Doelsaldo IJsland – Kazachstan |
| --------------- | --------------- | ------------- | ------ | ---------------- | ------------------------------ |
| EK-kwalificatie | 2               | 1             | 1      | 0                | 3 − 0                          |
| Totaal          | 2               | 1             | 1      | 0                | 3 − 0                          |

## Details

### Eerste ontmoeting
| EK 2016 kwalificatie (scheidsrechter Anastasios Sidiropoulos, Astana, Kazachstan, 28 maart 2015): |              | |
| Kazachstan | 0 – 3        | IJsland |
| | goals        | 20' Eiður Guðjohnsen 32' 90+1' Birkir Bjarnason |
| Joeri Krasnozjan | bondscoach   | Lars Lagerbäck |
| Andrej Sidelnikov Samat Smakov Mark Goerman 67' Renat Abdoelin 80' Ilja Vorotnikov Gafoerzhan Soejoembajev Joeri Logvinenko Azat Nurgalijev 56' Bauyrzhan Islamkhan Asjkat Tagybergen Daurenbek Tazhimbetov | opstellingen | Hannes Þór Halldórsson Ragnar Sigurðsson Birkir Már Sævarsson Ari Freyr Skúlason Birkir Bjarnason Kári Árnason 72' Aron Gunnarsson Gylfi Sigurðsson Jóhann Berg Guðmundsson 70' Kolbeinn Sigþórsson 83' Eiður Guðjohnsen |
| Oelan Konysbajev 56' Ermek Koeantajev 67' Aleksej Sjtsjetkin 80' | wissels      | 70' Jón Daði Böðvarsson 72' Emil Hallfreðsson 83' Alfreð Finnbogason |
| Azat Nurgalijev 55' Ermek Koeantajev 70' | gele kaarten | 63' Ari Freyr Skúlason |
| - Debuut van Ermek Koeantajev (Kairat FC) voor Kazachstan. |              | |

### Tweede ontmoeting
| EK 2016 kwalificatie (scheidsrechter Jevhen Aranovsky, Reykjavík, IJsland, 6 september 2015): |              | |
| IJsland | 0 – 0        | Kazachstan |
| | goals        | |
| Lars Lagerbäck | bondscoach   | Joeri Krasnozjan |
| Hannes Þór Halldórsson Ragnar Sigurðsson Birkir Már Sævarsson Ari Freyr Skúlason Birkir Bjarnason Kári Árnason Aron Gunnarsson Gylfi Sigurðsson Jóhann Berg Guðmundsson Kolbeinn Sigþórsson Jón Böðvarsson 85' | opstellingen | Stas Pokatilov Samat Smakov Mark Goerman Sergej Malyi Gafoerzhan Soejoembajev Joeri Logvinenko 76' Tanat Noeserbajev Islambek Kuat Oelan Konysbajev Bauyrzhan Islamkhan 46' Bauyrzhan Dzjoltsjiev |
| Viðar Örn Kjartansson 85' | wissels      | 46' Aleksandr Merkel 76' Aleksej Sjtsjetkin |
| Jóhann Berg Guðmundsson 20' Aron Gunnarsson 80' | gele kaarten | 30' Bauyrzhan Dzjoltsjiev 40' Tanat Noeserbajev 70' Joeri Logvinenko 75' Aleksandr Merkel |
| Aron Gunnarsson 80', 89' | rode kaarten | |
| - Debuut van Aleksandr Merkel (Udinese Calcio) voor Kazachstan. |              | |

KSÍ · A-internationals · Bondscoaches · Statistieken · IJslands vrouwenelftal · Olympisch elftal · IJsland U21 · IJsland U20 · IJsland U19 · IJsland U18 · IJsland U17 · IJsland U16 · Vrouwen U17
1946 – 1949 · 1950 – 1959 · 1960 – 1969 · 1970 – 1979 · 1980 – 1989 · 1990 – 1999 · 2000 – 2009 · 2010 – 2019 · 2020 − 2029
EK 2016
WK 2018
1946 · 1947 · 1948 · 1949 · 1950 · 1951 · 1952 · 1953 · 1954 · 1955 · 1956 · 1957 · 1958 · 1959 · 1960 · 1961 · 1962 · 1963 · 1964 · 1965 · 1966 · 1967 · 1968 · 1969 · 1970 · 1971 · 1972 · 1973 · 1974 · 1975 · 1976 · 1977 · 1978 · 1979 · 1980 · 1981 · 1982 · 1983 · 1984 · 1985 · 1986 · 1987 · 1988 · 1989 · 1990 · 1991 · 1992 · 1993 · 1994 · 1995 · 1996 · 1997 · 1998 · 1999 · 2000 · 2001 · 2002 · 2003 · 2004 · 2005 · 2006 · 2007 · 2008 · 2009 · 2010 · 2011 · 2012 · 2013 · 2014 · 2015 · 2016 · 2017 · 2018 · 2019 · 2020 · 2021 · 2022 · 2023 · 2024
Albanië ·
Andorra ·
Argentinië ·
Armenië ·
Azerbeidzjan ·
Bahrein ·
België ·
Bermuda ·
Bolivia ·
Bosnië en Herzegovina ·
Brazilië ·
Bulgarije ·
Canada ·
Chili ·
China ·
Cyprus ·
Denemarken ·
DDR ·
Duitsland ·
El Salvador ·
Engeland ·
Estland ·
Faeröer ·
Finland ·
Frankrijk ·
Georgië ·
Ghana ·
Griekenland ·
Guatemala ·
Honduras ·
Hongarije ·
Ierland ·
India ·
Iran ·
Israël ·
Italië ·
Japan ·
Kazachstan ·
Koeweit ·
Kosovo ·
Kroatië ·
Letland ·
Liechtenstein ·
Litouwen ·
Luxemburg ·
Malta ·
Mexico ·
Moldavië ·
Montenegro ·
Nederland ·
Nigeria ·
Noord-Ierland ·
Noord-Macedonië ·
Noorwegen ·
Oeganda ·
Oekraïne ·
Oostenrijk ·
Peru · 
Polen ·
Portugal ·
Qatar ·
Roemenië ·
Rusland ·
San Marino ·
Saoedi-Arabië ·
Schotland ·
Slovenië ·
Slowakije ·
Sovjet-Unie ·
Spanje ·
Trinidad en Tobago ·
Tsjechië ·
Tsjecho-Slowakije ·
Tunesië ·
Turkije ·
Venezuela ·
Verenigde Arabische Emiraten ·
Verenigde Staten ·
Wales ·
Wit-Rusland ·
Zuid-Afrika ·
Zuid-Korea ·
Zweden ·
Zwitserland
Argentinië (2018) ·
Engeland (2016) · 
Hongarije (2016) ·
Kroatië (2018) ·
Nigeria (2018) · 
Portugal (2016)
KFF · A-internationals · Bondscoaches · Statistieken · Kazachs vrouwenelftal · Olympisch elftal · Kazachstan U21 · Kazachstan U20 · Kazachstan U19 · Kazachstan U18 · Kazachstan U17
1992 – 1999 · 2000 – 2009 · 2010 – 2019 · 2020 – 2029
1992 · 1993 · 1994 · 1995 · 1996 · 1997 · 1998 · 1999 · 2000 · 2001 · 2002 · 2003 · 2004 · 2005 · 2006 · 2007 · 2008 · 2009 · 2010 · 2011 · 2012 · 2013 · 2014 · 2015 · 2016 · 2017 · 2018 · 2019 · 2020 · 2021 · 2022 · 2023 ·
2024 · 2025
Albanië ·
Andorra ·
Armenië ·
Azerbeidzjan ·
Bahrein ·
België ·
Bosnië en Herzegovina ·
Bulgarije ·
Burkina Faso ·
China ·
Curaçao ·
Cyprus ·
Denemarken ·
Duitsland ·
Engeland ·
Estland ·
Faeröer ·
Finland ·
Frankrijk ·
Georgië ·
Griekenland ·
Hongarije · 
Ierland ·
IJsland ·
Irak ·
Iran ·
Japan ·
Jordanië ·
Kirgizië ·
Koeweit ·
Kroatië ·
Laos ·
Letland ·
Libanon ·
Libië ·
Liechtenstein ·
Litouwen ·
Litouwen ·
Luxemburg ·
Malta ·
Moldavië ·
Montenegro ·
Nederland ·
Nepal ·
Noord-Ierland ·
Noord-Korea ·
Noord-Macedonië ·
Noorwegen ·
Oekraïne ·
Oezbekistan ·
Oman ·
Oostenrijk ·
Pakistan ·
Palestina ·
Polen ·
Portugal ·
Qatar ·
Roemenië ·  
Rusland ·
San Marino ·
Saoedi-Arabië ·
Schotland ·
Servië ·
Singapore ·
Slovenië ·
Slowakije ·
Syrië ·
Tadzjikistan ·
Thailand ·
Tsjechië ·
Turkmenistan ·
Turkije ·
Verenigde Arabische Emiraten ·
Vietnam ·
Wales ·
Wit-Rusland ·
Zuid-Korea ·
Zweden